# Muhammed Akarslan
Muhammed Akarslan (* 2. April 1995 in Sincik) ist ein  türkischer Fußballspieler.

## Karriere
Akarslan kam in der Kleinstadt Sincik in der südosttürkischen Provinz Adıyaman auf die Welt und zog bereits im Kindesalter mit seiner Familie in die Metropole Istanbul. 2005 begann er hier in der Nachwuchsabteilung von İstanbul Gençlerbirliği mit dem Vereinsfußball und wechselte zwei Jahre später in den Nachwuchsbereich von Fenerbahçe Istanbul. Bereits bei seinem Wechsel unterschrieb er bei Fenerbahçe einen Profivertrag über drei Jahre. Im Sommer 2013 verlängerte Fenerbahçe Akarslans Vertrag um weitere drei Jahre und nahm ihn auch in die Reservemannschaft des Vereins, in die A2-Mannschaft, auf. In dieser Mannschaft setzte er sich auf Anhieb als Stammspieler durch. Nachdem die Profimannschaft Fenerbahçes gegen  Ende der Saison 2013/14 die türkische Meisterschaft bereits mehrere Wochen vor Saisonende für sich entschieden hatte, wurde Akarslan zusammen mit anderen Nachwuchsspielern vom Cheftrainer Ersun Yanal in den Profikader aufgenommen. So gab Aydın in der Ligapartie vom 16. Mai 2014 gegen Kayserispor sein Profidebüt. Bis zum Saisonende absolvierte er ein weiteres Ligaspiel. Am Saisonende wurde er sowohl mit der A2-Mannschaft als auch mit der 1. Mannschaft Fenerbahçes Meister der jeweiligen Liga.
Für die Rückrunde der Saison 2014/15 wurde er an den Istanbuler Drittligisten Sarıyer SK ausgeliehen und im Sommer 2015 an Fatih Karagümrük SK abgegeben. Nach zwei Spielzeiten für Karagümrük wechselte Akarslan zum Drittligisten Bodrum Belediyesi Bodrumspor.

## Erfolge
Mit Fenerbahçe Istanbul
- Türkischer Meister: 2013/14

Mit Fenerbahçe Istanbul A2
- Meister der A2 Ligi: 2013/14